# NGC 6837
NGC 6837 је расејано звездано јато у сазвежђу Орао које се налази на NGC листи објеката дубоког неба.
Деклинација објекта је + 11° 41' 54" а ректасцензија 19h 53m 8,0s. Привидна величина (магнитуда) објекта NGC 6837 износи 12,0. NGC 6837 је још познат и под ознакама OCL 108.